# 月刊フリップ編集日誌
『月刊フリップ編集日誌』（げっかんフリップへんしゅうにっし）は、まんがくらぶオリジナル（竹書房）で1999年から2002年にかけて連載された小坂俊史の4コマ漫画作品。

## 作品について
低予算のマイナーコミック雑誌「月刊フリップ」の編集部（部員は編集長を入れてわずか3人）を中心に、ストーリーは繰り広げられる。コミック誌の編集者や漫画家自身を主人公に据えた、独特な作品。出版業界の内面が垣間見える。

## 主な登場人物
望月もも（もちづき もも）
月刊フリップの新人編集者。
戦力にならないどころか、マイナス要因となることの方が多い。そのマイペースな発言と行動は、周囲を振り回す。
漫画原稿の取り扱いは極めて酷く、毎回何らかの形で破損させてしまう。写植張りにはそれなりのこだわりを持っているが、誤植が多い。
好物は、プリンとクリームソーダ。会社では毎回、異なる種類のプリンを食べている。また喫茶店での打ち合わせでは、必ずクリームソーダを注文している。子供っぽく、雪が降ると原稿が濡れてもお構いなしにはしゃぐ。
意外と酒に強く、一緒に飲んでいた町田ルミネを酔いつぶしたほど。
かなり不器用で、ガムをかみながら他の事が出来ないほど。ただ、ハサミの使い方は昔から得意と言い、実際上手い。また、片付けが苦手で、編集部の机は、浦辺のそれを借りなければならないほど、物で溢れている。
携帯電話を持っていない。ただし、着メロ機能付きという珍しいポケベルを持っている。
満月の日は、性格が変わる。
普段は髪で耳が隠れているが、1度だけ髪を短くして、耳が出た。
浦辺さん（うらべ）
6年目の先輩編集者。この作品におけるツッコミ役。その対象は主にももだが、編集長などに対してツッコむことも。
目が悪く、普段はコンタクトを使っているが、メガネも持っている。
編集者としての仕事はそつなくこなし、編集部内で唯一パソコンを使うことができる。もものミスをフォローするなど、苦労が多い。
週末はずっと暇な身分だったが、最終回では恋人ができたようで、ももに残業を替わってもらいデートに行った。
編集長
本名は不明。とてもそうは見えないが、39歳。腰痛持ち。
創刊以来12年間、月刊フリップ一筋。幾多の廃刊の危機を乗り越えてきた。
中日ドラゴンズの熱狂的ファン。中日がリーグ優勝したときには、日本シリーズを見に名古屋まで行っている。また巨人ファンの漫画家の野球漫画を打ち切りに追いやっている。
町田ルミネ（まちだ ルミネ）
本名は町田友子。かつては作家・清瀬ちひろのアシスタントだったが、現在は少女誌からレディース誌まで、幅広く活躍している売れっ子少女漫画家。デビュー10年目。
月刊フリップでは、『虹のビエネッタ』を連載。単行本は7巻まで出している。ミーシャという名前の黒猫を飼っている。他誌連載の同業者・立川るみをライバル視している。
多忙ゆえに、月刊フリップを含む一部の連載は、ほとんどアシスタントに任せっきりにすることもある。
担当編集者のももには散々ひどい目に遭わされながらも、結構仲はよい。
喫煙者で、一時止めていたのだが、煮詰まりからのイライラで、また吸うようになった。
体格は割と太めで、自身の写真が太め専門のピンクちらしに使われるほど（無論本人無許可）。
序盤において、恋人がいたが破局したことが判明している。
フリップのページが余ると穴埋めを頼まれることが多い。
サイダースのファンらしく、家にポスターが張られてあったり、ライブのチケットを買ったりしている。
白根一雪（しらね かずゆき）
月刊フリップの第2回漫画大賞でグランプリを受賞し漫画家デビュー。町田とはほぼ同期だが、現在も定期連載は月刊フリップのみという零細漫画家。しかもその唯一の連載もたびたび休載（打ち切り）の危機に晒されている。
月刊フリップの連載漫画は『地獄のかぶとむし』。単行本第2巻のカバー裏にその詳細設定が描かれている。
新潟県出身で、実家の両親と親戚は月刊フリップの読者アンケートを出したり、カラー掲載の際に電報を送ったりしている。
持ち込み青年
本名は未設定。月刊フリップの編集部に、毎月原稿の持ち込みを続ける健気な青年。
毎回、何かしらの理由によって持ち込み原稿は採用されない。したがって、連載期間中にプロデビューすることも無かった。持ち込み回数は、計40回になった。デビューは出来なかったが、読者ハガキを描いてくれないかと依頼されたことがある。
１度は、持ち込みに向かう電車内で偶然もも・浦辺と出会って、その場でボツにされてしまい、編集部に行く事すら出来なかった。
他の持ち込み青年と同時になって相手に順番を譲るも、その青年が即掲載が決まったうえに「4年ぶり」「もう当分（即掲載は）出ない」という言葉まで耳にしてしまう、という悲劇を味わった。
小坂の他の作品にもみられる「登場位置固定キャラクター」に当たる。

## 書籍情報
単行本が竹書房より「バンブーコミックス」として刊行されている。
- 第1巻 ISBN 4-8124-5490-5
- 第2巻 ISBN 4-8124-5711-4